# Abdullah Ibrahim
Abdullah Ibrahim (arabisch عبد الله إبراهيم, Geburtsname Adolph Johannes Brand; * 9. Oktober 1934 in Kapstadt) ist ein südafrikanischer Pianist und Komponist. Daneben spielt er auch Flöte, Saxophon und Cello. Abdullah Ibrahim gilt als Protagonist des Modern-Creative-Stils in der Jazzmusik.
Bevor er seinen aktuellen Namen mit seiner Konversion zum Islam Ende der 1960er Jahre annahm, nannte er sich Dollar Brand. Seine Komposition Mannenberg galt unter dem Apartheid-Regime zeitweise als Hymne der nicht-weißen Bevölkerung Südafrikas.

## Leben und Wirken
Ibrahim wuchs bei seinen Großeltern in Kensington auf, einem der ärmsten Schwarzen-Ghettos in Kapstadt. Sein Vater wurde ermordet, ebenso einige seiner Freunde. Ruhepunkt war für ihn die „American Methodist Episcopal Church“, wo seine Mutter und Großmutter Klavier spielten. Als siebenjähriger Junge lernte er Klavier spielen. 1949 wurde er professioneller Musiker, zunächst als Begleiter einer Gesangsgruppe, der Streamline Brothers; später spielte er in Gruppen wie den Tuxedo Slickers und der Willie Max Big Band. Ab 1958 leitete er mit Kippie Moeketsi ein Quartett, zu dem Johnny Gertze (Bass) und Makaya Ntshoko (Schlagzeug) gehörten. 1960 und 1961 trat er mit der um Hugh Masekela und Jonas Gwangwa zum Sextett Jazz Epistles erweiterten Band auf.
1962 nahm er die Gelegenheit wahr, Südafrika zu verlassen, nachdem er mit dem Musical King Kong bei einem England-Gastspiel war; gemeinsam mit der südafrikanischen Jazzsängerin Sathima Bea Benjamin, die 1965 seine Frau wurde, ließ er sich zunächst in Zürich nieder. Dort trat er als Dollar Brand Trio, mit dem Bassisten Johnny Gertze und dem Schlagzeuger Makaya Ntshoko, fast zwei Jahre lang vor allem im Cafe Africana auf, wo er von Duke Ellington entdeckt wurde.

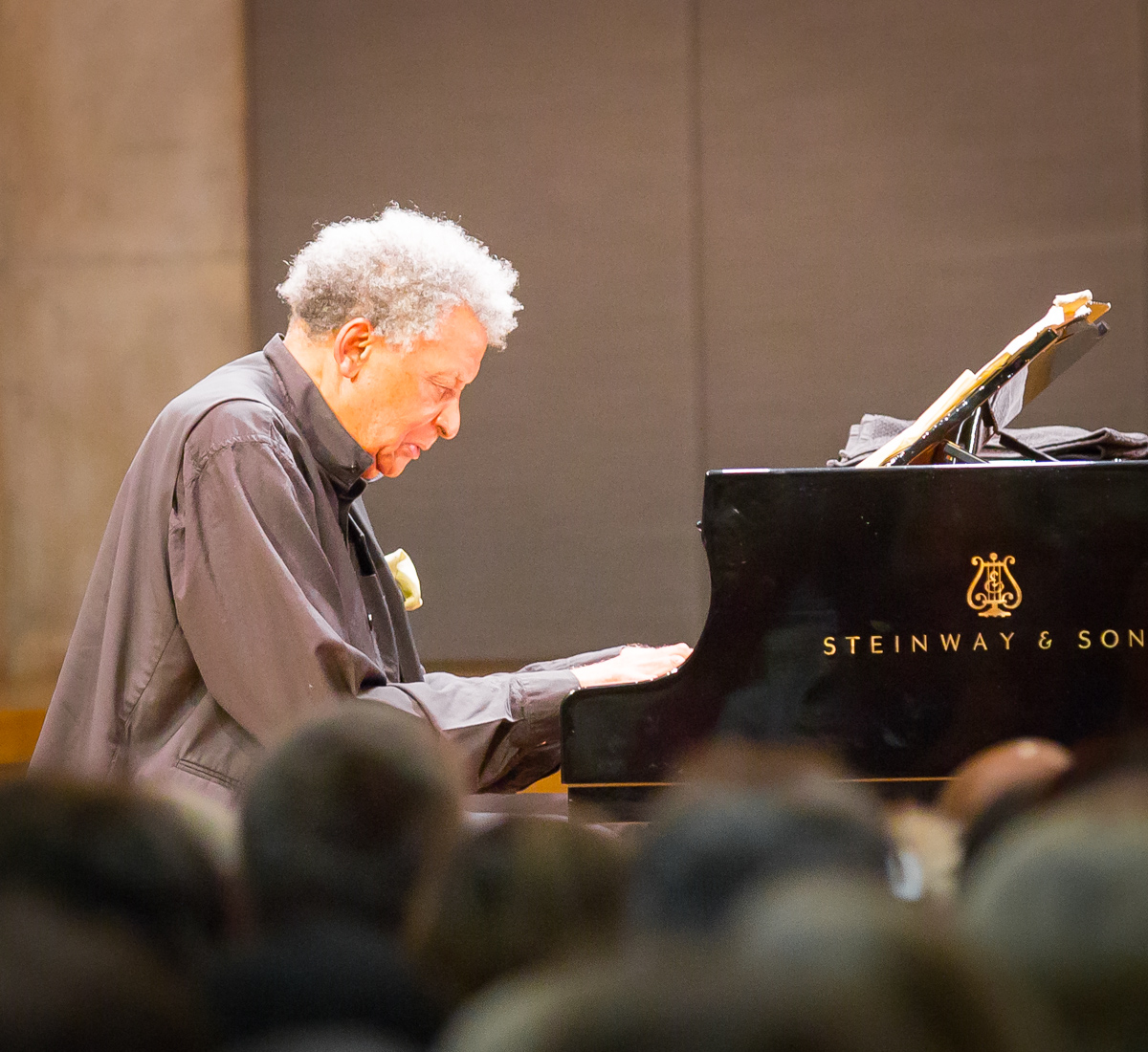
Abdullah Ibrahim (Oslo Jazzfestival 2016)

Durch Ellingtons Vermittlung konnte sein Trio eine erste Platte einspielen, Duke Ellington Presents the Dollar Brand Trio, die 1963 bei Reprise erschien, und auf wichtigen Festivals wie in Antibes auftreten. 1963 gastierte er zusammen mit Sathima Bea Benjamin in Paris; 1964/1965 tourte er durch Europa und trat unter anderem im Jazzhus Montmartre in Kopenhagen auf, bevor er in die USA ging, wo er zunächst auf dem Newport Jazz Festival 1965 auftrat, dann mit einem eigenen Trio sowie mit John Coltrane und Ornette Coleman arbeitete. Daneben fungierte der Pianist 1966 als Ellingtons Ersatzmann bei einigen Konzerten des Duke Ellington Orchestra, löste dann sein Trio auf und trat in Elvin Jones’ Quartett ein, wo er ein halbes Jahr blieb. In den folgenden Jahren der Dekade arbeitete er in verschiedenen Projekten, unter anderem ging er 1968 als Solist auf Tournee, spielte in den Bands von Don Cherry und im Duo mit Gato Barbieri. 1968 konvertierte er zum Islam.
Die Tanzmusik und religiöse Hymnen aus den südafrikanischen Townships zählen neben Kompositionen von Duke Ellington zu den wichtigsten Einflüssen auf die Werke von Abdullah Ibrahim. Der pianistisch deutlich durch Thelonious Monk und Randy Weston beeinflusste Ibrahim trat solo, im Sextett, aber auch mit großformatigen Gruppen, zu denen unter anderem Carlos Ward, Don Cherry und Johnny Dyani gehörten, auf. 1974 organisierte er – kurzzeitig in Südafrika – Aufnahmen für mehrere einflussreiche, zunächst im Kleinvertrieb vertriebene Platten von Cape Jazz-Musikern wie Basil Coetzee und Robbie Jansen, darunter auch seine Komposition Mannenberg mit einem beeindruckenden Solo von Coetzee, die sich in Größenordnungen wie sonst nur Hits verkaufte und bald zu einer inoffiziellen Hymne der Anti-Apartheid-Bewegung in Südafrika wurde. Bei einem späteren Aufenthalt 1976 organisierte er auch ein Jazzfestival, mit dem er die Apartheid-Gesetze des damaligen Regimes ignorierte. 1977 siedelte er in die USA über.
Abdullah Ibrahim gab im August 1982 in Maputo eine Serie von „Freiheitskonzerten“ zum Gedenken an die durch ein Bombenattentat in dieser Stadt getötete Sozialwissenschaftlerin Ruth First. Eine Mitwirkende war seine Frau Sathima Bea Benjamin. Die Konzertveranstaltungen fanden durch die persönliche Anwesenheit von Samora Machel und seiner Frau Graça Machel politische Anerkennung.

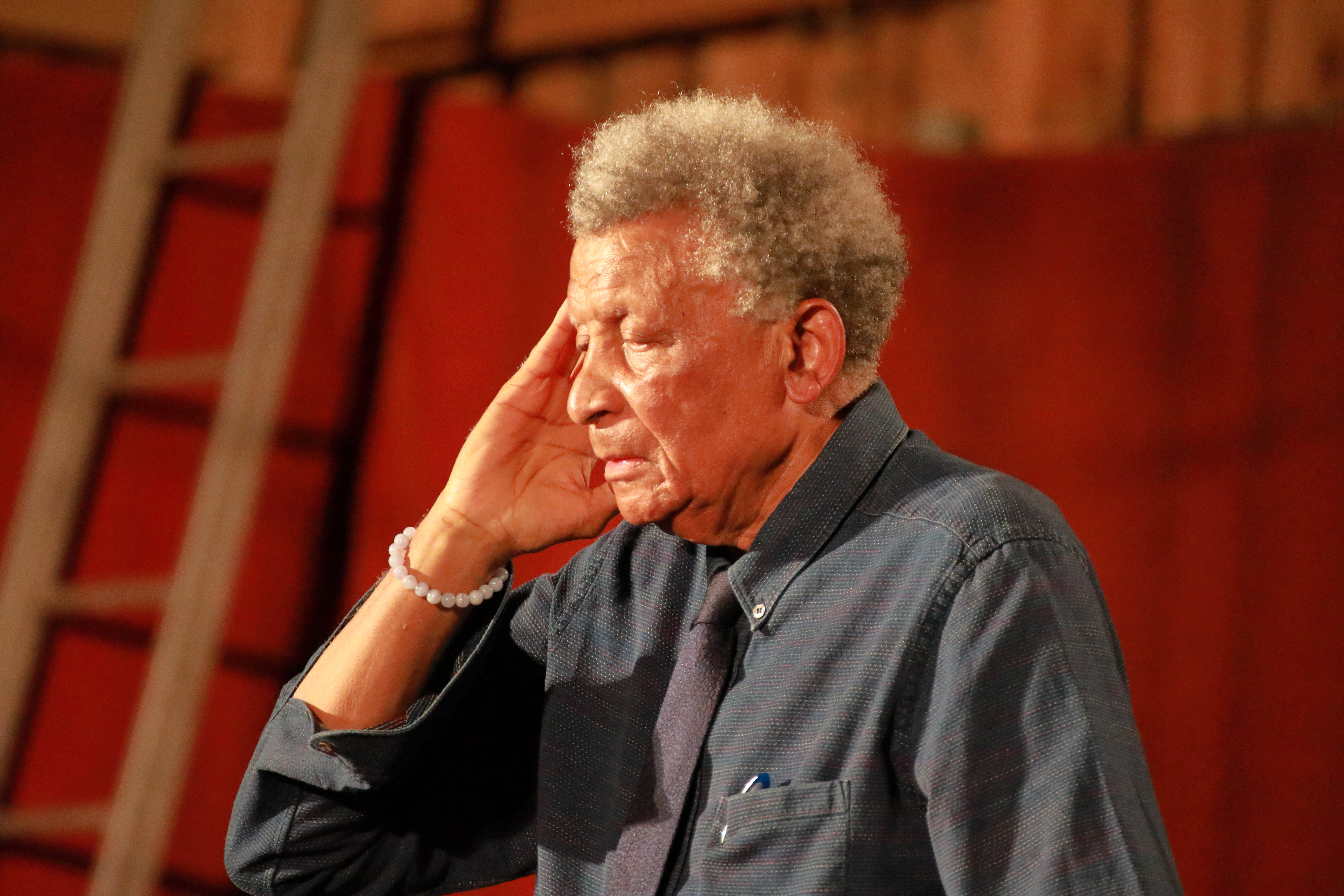
Abdullah Ibrahim (INNtöne Jazzfestival 2019)

1982 präsentierte er in Europa seine Kalahari Liberation Opera. 1990 kehrte er nach Kapstadt zurück, wo er die südafrikanische Jazzszene maßgeblich beeinflusste. Gleichzeitig behielt er seinen Wohnsitz in New York. 1994 spielte er bei der Amtseinführung Nelson Mandelas. In Kapstadt gründete Ibrahim die Akademie „M7“ zur Unterstützung der musikalischen Ausbildung junger Südafrikaner; 2006 war er Initiator des Cape Town Jazz Orchestra, einer 18-köpfigen Big Band.
Wiederholt arbeitete Ibrahim mit Big Bands und Sinfonieorchestern zusammen. Aus der Kooperation mit Daniel Schnyder, der seine Kompositionen orchestrierte, entstand 1997 die African Suite für Jazztrio und Sinfonieorchester. Er arbeitete auch mit George Gray, Buddy Tate und Max Roach zusammen. Immer wieder trat er auch mit Soloprogrammen auf, zuletzt dokumentiert auf Senzo (2008). 2011 schrieb er seinen Klavierzyklus African Songs. Als Interpret ist er „ein Zauberer der Wiederholung, und hinter jedem Ton steht eine ganze Landschaft“; die Musik „strahlt Weite und Ruhe aus“.
1999 wurde Ibrahim mit dem Order for Meritorious Service in Silber ausgezeichnet, im Jahr darauf mit dem Ehrenpreis der deutschen Schallplattenkritik. 2009 erhielt er den Aachener Innovationspreis Kunst, der mit 10.000 Euro dotiert und von der Peter-und-Irene-Ludwig-Stiftung vergeben wird. Im selben Jahr erhielt er den Order of Ikhamanga in Silber. Im Jahr 2017 wurde er mit der German Jazz Trophy ausgezeichnet.
Gemeinsame Tochter von Ibrahim und Sathima Bea Benjamin ist die New Yorker Underground-Rapperin Jean Grae; ein weiteres Kind ist der Sohn Tsakwe.
Ibrahim lebt mit seiner aus Italien stammenden zweiten Frau in Aschau im Chiemgau.

## Diskografie (Auswahl)
| - 1965: Round Midnight at the Montmartre - 1969: African Piano - 1973: Good News from Africa (mit Johnny Dyani) - 1973: African Space Program - 1973: Sangoma - 1973: Ode to Duke Ellington (Solo Piano) - 1974: Mannenberg: Is Where It’s Happening - 1974: Ancient Africa - 1975: African Herbs - 1976: Black Lightning - 1977: Streams of Consciousness - 1978: Nisa: African Violets - 1978: Anthem For The New Nations - 1979: Echoes from Africa (mit Johnny Dyani) - 1979: Africa – Tears and Laughter - 1980: African Marketplace - 1980: Dollar Brand at Montreux - 1981: Duke’s Memories (Live in Berlin) - 1982: African Dawn - 1985: Water from an Ancient Well - 1988: Mindif - 1989: African River - 1989: Blues for a Hip King | - 1990: No Fear, No Die - 1990: Duet (mit Archie Shepp) - 1991: Desert Flowers - 1991: Mantra Mode - 1993: Knysna Blue - 1995: Yarona - 1997: Cape Town Revisited (Live in Kapstadt) - 1997: Cape Town Flowers - 1998: African Suite (DE: Gold (German Jazz Award)) - 1998: Made in Southafrica Township - 1998: Voice of Africa - 1999: African Sun - 2001: Ekapa Lodumo - 2001: African Symphony - 2002: African Magic - 2003: The Journey - 2005: A Celebration - 2008: Senzo (Preis der deutschen Schallplattenkritik (Bestenliste 4/2008)) - 2009: Bombella - 2011: Sotho Blue (Sunnyside) - 2013: Mukashi: Once Upon a Time - 2019: The Balance - 2019: Dream Time (Solo Piano) |

## Filmmusik und Dokumentarfilme

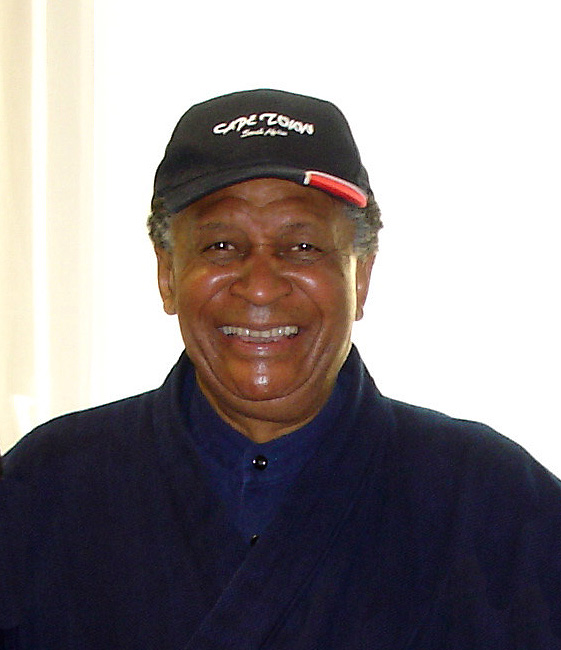
Abdullah Ibrahim (2005)

- Abdullah Ibrahim schuf 1988 mit dem Album Mindif die Filmmusik zur Rassismus-Studie Chocolat – Verbotene Sehnsucht von Claire Denis
- 1988 erstellte er den Soundtrack zum Dokumentarfilm The Cry of Reason: Beyers Naude – An Afrikaner Speaks Out von Robert Bilheimer
- 1990 schuf er zu einem weiteren Film der Regisseurin Claire Denis eine atmosphärisch dichte Musik, diesmal zum Drama No Fear, No Die (Originaltitel: S’en fout la mort)
- A Brother with Perfect Timing ist ein Dokumentarfilm von Chris Austin über Ibrahim, der 1987 gedreht wurde und 2005 auf DVD erschien.[14]
- 2004 drehte der Regisseur Ciro Cappellari die dokumentarische Hommage Abdullah Ibrahim – A Struggle for Love, wofür er 2005 den Grimme-Preis in der Kategorie Information & Kultur erhielt.[15]